# Liberty Seguros Continental
A Liberty Seguros foi uma equipa de ciclismo portuguesa de categoria Continental que disputava provas do Circuito Continental UCI (principalmente UCI Europe Tour). No pelotão profissional desde 1997, a equipa desapareceu em 2009 na sequência de um triplo caso de doping e consequente retirada do patrocinador, nessa altura a Liberty Seguros.
Os patrocinadores principais da equipa foram a LA Alumínios (1997-2006) e a Liberty Seguros (2007-2009), com a Pecol e a própria Liberty Seguros a serem co-patrocinadores em várias temporadas, o que fez com que o nome da equipa tivesse várias modificações durante as treze temporadas que disputou.

## História da equipa

### Criação e primeiros anos
Apesar da existência da equipa Águias de Alpiarça remontar aos inícios da segunda metade do século XX, apenas em 1996 se viria a reunir condições para fundar uma equipa profissional de ciclismo para a temporada de 1996 com o patrocínio das empresas portuguesas LA Alumínios e Pecol. O conjunto converteu-se num dos mais importantes do pelotão português, desenvolvendo uma grande rivalidade com a Maia, outra grande equipa portuguesa.
A equipa participou na Vuelta a España 2000, na qual Andréi Zinchenko conseguiu, a 10 de Setembro de 2000, a vitória na 14ª etapa, que terminou em Lagos de Covadonga, um dos principais pontos da prova espanhola. A vitória do russo, vencedor em três etapas em 1998, significou a primeira vitória de uma equipa portuguesa na história da Vuelta, numa edição que a modesta equipa lusa teve protagonismo com diversas fugas com ciclistas como Rubén Oarbeaskoa.
Em 2001 a equipa não foi convidada para participar na Vuelta a España, pelo que praticamente competiu apenas no calendário português. A grande rival da LA-Pecol-Bombarral, a Milaneza-Maia, correu na Vuelta (algo que não tinha acontecido no ano anterior).
Após a temporada de 2004, a Pecol deixou de ser co-patrocinador da equipa, acabando a designação LA-Pecol.

### Chegada da Liberty e partida da LA
Com uma nova organização das equipas de ciclismo a partir de 2005, a equipa foi designada como sendo de categoria Continental (abaixo das categorias ProTour e Continental Profissional, as primeira e segunda categorias mais elevadas, respectivamente). Também nessa temporada a equipa recebeu um novo pratrocinador, a multinacional Liberty Seguros, como parte do acordo através do qual os ciclistas da equipa portuguesa Nuno Ribeiro e Sérgio Paulinho passaram para a equipa espanhola Liberty Seguros-Würth, de categoria ProTour, dirigida por Manolo Saiz.
Em 2006, como consequência da Operación Puerto, a Liberty Seguros retirou o seu patrocínio à equipa espanhola de Saiz, passando a ser a equipa portuguesa a única equipa patrocinada pela seguradora.
Em 2007 a equipa deixou de ser patrocinada pela LA Alumínios (que passou para a antiga Maia-Milaneza com a MSS), passando a equipa anteriormente chamada de LA Alumínios-Liberty Seguros a chamar-se apenas Liberty Seguros.

### Doping e extinção
A 18 de Setembro de 2009 tornou-se público o controlo positivo por CERA na edição de 2009 da Volta a Portugal em Bicicleta dos ciclistas Héctor Guerra, Isidro Nozal e Nuno Ribeiro. A Liberty Seguros anunciou que retiraria o patrocínio à equipa, obrigando os seus ciclistas a retirarem-se da prova que disputavam. A 21 de Outubro a UCI anunciou que as contra-análises confirmaram o controlo positivo a todos os ciclistas citados. Este caso triplo de doping conduziu a Liberty Seguros a retirar o patrocínio da equipa.

## Material
A equipa utilizou bicicletas Masil (entre 1997 e 2004) e Specialized (entre 2005 e 2009).

## Classificações UCI
A União Ciclista Internacional elaborava o Ranking UCI de classificação de ciclistas e equipas profissionais.
Até ao ano de 1998 a classificação da equipa e do seu ciclista mais destacado foi a seguinte:
A partir de 1999 e até 2004 a UCI estableceu uma classificação por equipas divididas em três categorías (primeira, segunda e terceira). A classificação da equipa foi a seguinte:

### Equipa em 2009
| Nome                   | Data de nascimento | Nacionalidade | Equipa em 2008    |
| Hernani Broco          | 13.06.1981         | Portugal      |                   |
| Filipe Cardoso         | 15.05.1984         | Portugal      |                   |
| Manuel Antonio Cardoso | 07.04.1983         | Portugal      |                   |
| Vitor Goncalves        | 26.08.1982         | Portugal      |                   |
| Héctor Guerra          | 06.08.1978         | Espanha       |                   |
| António Jesus          | 20.01.1984         | Portugal      |                   |
| José Mendes            | 24.04.1985         | Portugal      | SL Benfica        |
| Carlos Nozal           | 15.05.1981         | Espanha       |                   |
| Isidro Nozal           | 18.10.1977         | Espanha       |                   |
| Edgar Pinto            | 27.08.1985         | Portugal      | SL Benfica        |
| Rubén Plaza            | 29.02.1980         | Espanha       | SL Benfica        |
| Nuno Ribeiro           | 09.09.1977         | Portugal      |                   |
| Vitor Rodrigues        | 09.03.1986         | Portugal      |                   |
| Rui Sousa              | 17.07.1976         | Portugal      |                   |
| Ricardo Vilela         | 18.12.1987         | Portugal      | Novo profissional |